# Старики (Дубенський район)
Старики́ — село в Україні, у Радивилівській міській громаді Дубенського району Рівненської області. Населення становить 198 осіб. Належало до 2020 року до Башарівської сільської ради. З 12 червня 2020 року шляхом об'єднання сільських та міських рад село входить до складу Радивилівської міської громади.

## Географія
Селом тече річка Слонівка.

## Історія
Поселення засноване 1570 року. Належало роду князів Радзивилів[джерело?]. На території села збереглися вали середньовічного городища (див. Перенятин).
У 1906 році село Радзивилівської волості Кременецького повіту Волинської губернії. Відстань від повітового міста 24 верст, від волості 10. Дворів 22, мешканців 273.
7 (20) листопада 1917 року, відповідно до Третього Універсалу Української Центральної Ради, увійшло до складу Української Народної Республіки.
12 червня 2020 року, відповідно до розпорядження Кабінету Міністрів України № 722-р від «Про визначення адміністративних центрів та затвердження територій територіальних громад Рівненської області», увійшло до складу Радивилівської міської громади Радивилівського району.
19 липня 2020 року, в результаті адміністративно-територіальної реформи та ліквідації Радивилівського району, село увійшло до складу Дубенського району.

## Населення

### Мова
Розподіл населення за рідною мовою за даними перепису 2001 року:
| Мова       | Кількість | Відсоток |
| ---------- | --------- | -------- |
| українська | 198       | 100%     |